# Bingia ’e Monti

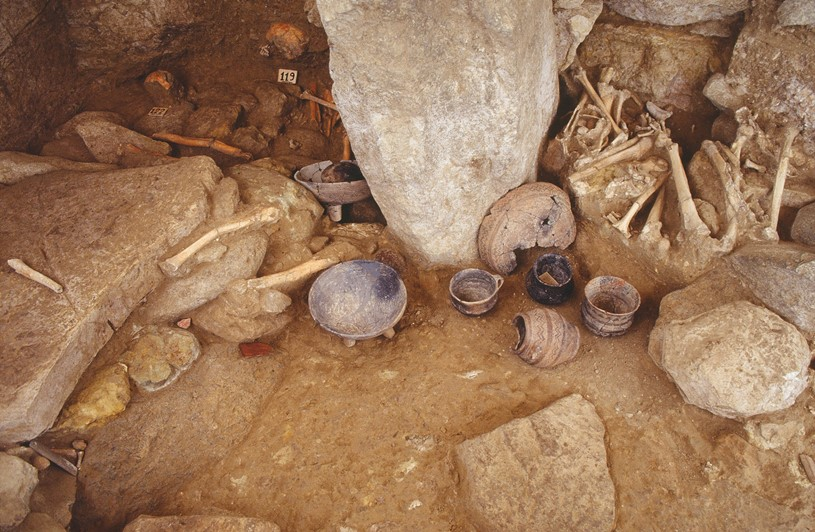
Bingia ’e Monti

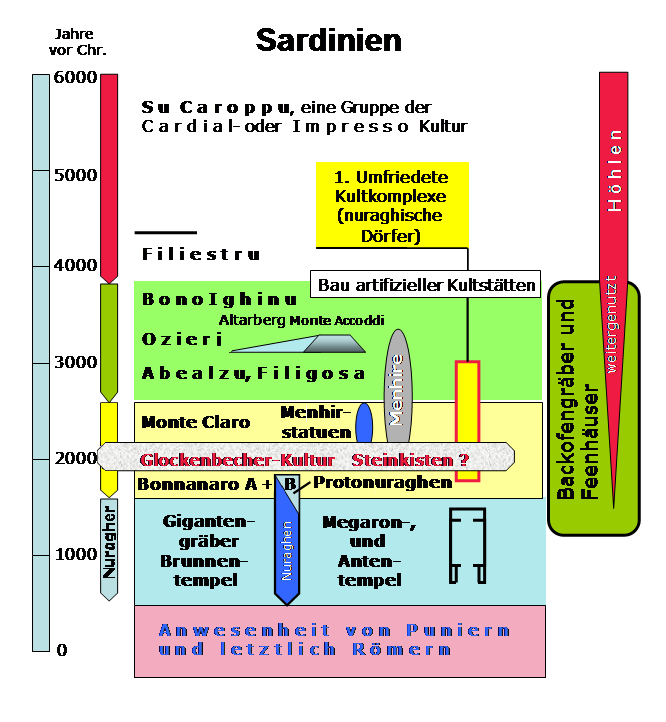
Kulturenfolge

Das Grab von Bingia ’e Monti (italienisch Tomba di Bingia ’e Monti) ist eine pränuraghische Stätte südwestlich von Gonnostramatza in der Provinz Oristano auf Sardinien. Es wurde zwischen dem Chalkolithikum und der frühen Bronzezeit in dieser Abfolge von den Trägern der Monte-Claro-Kultur, der Glockenbecherkultur und der Bonnanaro-Kultur genutzt. 
Das Grab ist ein Hybride zwischen einem Hypogäum und einer Megalithanlage vom Dolmentyp. Es besteht aus einer in den Fels gegrabenen Kammer und einer Erweiterung mittels vierer großer Steinblöcke und kleiner Steine an den Seiten sowie einer Kraggewölbedecke.
Bei den 1991 erfolgten Ausgrabungen durch Enrico Atzeni (geb. 1927) wurden neben zahlreichen Skelettresten auch mehrere Gegenstände gefunden, darunter eine goldene Halskette, das älteste Artefakt dieses Materials, das auf Sardinien gefunden wurde.